# Gu Hongzhong
Gu Hongzhong (chiń. 顾闳中; pinyin Gù Hóngzhōng) – chiński malarz, autor poziomego zwoju Nocny bankiet Han Xizaia (韩熙载夜宴图), obecnie znajdującego się w zbiorach Muzeum Pałacowego w Pekinie. Nie wiadomo nic o jakichkolwiek innych pracach Gu, nie zachowały się także żadne informacje o jego życiu. Han Xizai żył w czasach dynastii Tang, przez co niektórzy umieszczają życie Gu właśnie w tym okresie. Shen Congwen zakwestionował jednak taką datację obrazu twierdząc, że stroje przedstawionych na obrazie postaci pochodzą z czasów dynastii Song.

## Zwój
Zwój mierzy 333,5 cm długości i 28,7 szerokości. Han Xizai jest postacią historyczną. Otrzymawszy wezwanie przed oblicze cesarza, z rąk którego miał otrzymać nominację urzędniczą, przybył do pałacu i urządził w nim nocne przyjęcie z alkoholem i udziałem kobiet. Gdy cesarscy wysłannicy donieśli o tym władcy, nominacja została natychmiast cofnięta.
Zwój był często reprodukowany w całości i we fragmentach. Stanowi unikatową, szczegółową dokumentację wyposażenia wnętrz i strojów w domu wysokiego urzędnika.